# Albert Edward Baharagate
Albert Edward Baharagate (ur. 25 lutego 1930 w Masindi, zm. 5 kwietnia 2023 w Kampali) – ugandyjski duchowny rzymskokatolicki, w latach 1969-1991 biskup Hoima.

## Życiorys
Święcenia kapłańskie przyjął 7 grudnia 1958. 7 lipca 1969 został prekonizowany biskupem Hoima. Sakrę biskupią otrzymał 1 sierpnia 1969. 9 marca 1991 zrezygnował z urzędu.